# Koudougou
Koudougou – trzecie pod względem wielkości miasto w Burkinie Faso. Jest stolicą prowincji Boulkiemdé, prefekturą departamentu o tej samej nazwie i stolicą Regionu Centralno-Zachodniego. Położone 100 km na zachód od stolicy kraju Wagadugu. Według spisu z 2019 roku liczy ponad 160,2 tys. mieszkańców. 
Dominującą grupą etniczną są Mossi. Przez miasto przebiega jedyna trasa kolejowa kraju, mieści się tu też kilka zakładów przemysłowych, między innymi fabryka mydła, zakłady wyrobu masła shea z owoców masłosza (Vitellaria paradoxa) oraz zakłady tekstylne.
Istnienie Koudougou jako ośrodka miejskiego sięga końca XIX wieku wraz z pojawieniem się francuskich osadników i przymusową migracją ludności wiejskiej w celu zwiększenia liczby jego mieszkańców.
Raz w roku odbywa się tu festiwal muzyczny Nuits atypiques de Koudougou.

## Współpraca zagraniczna

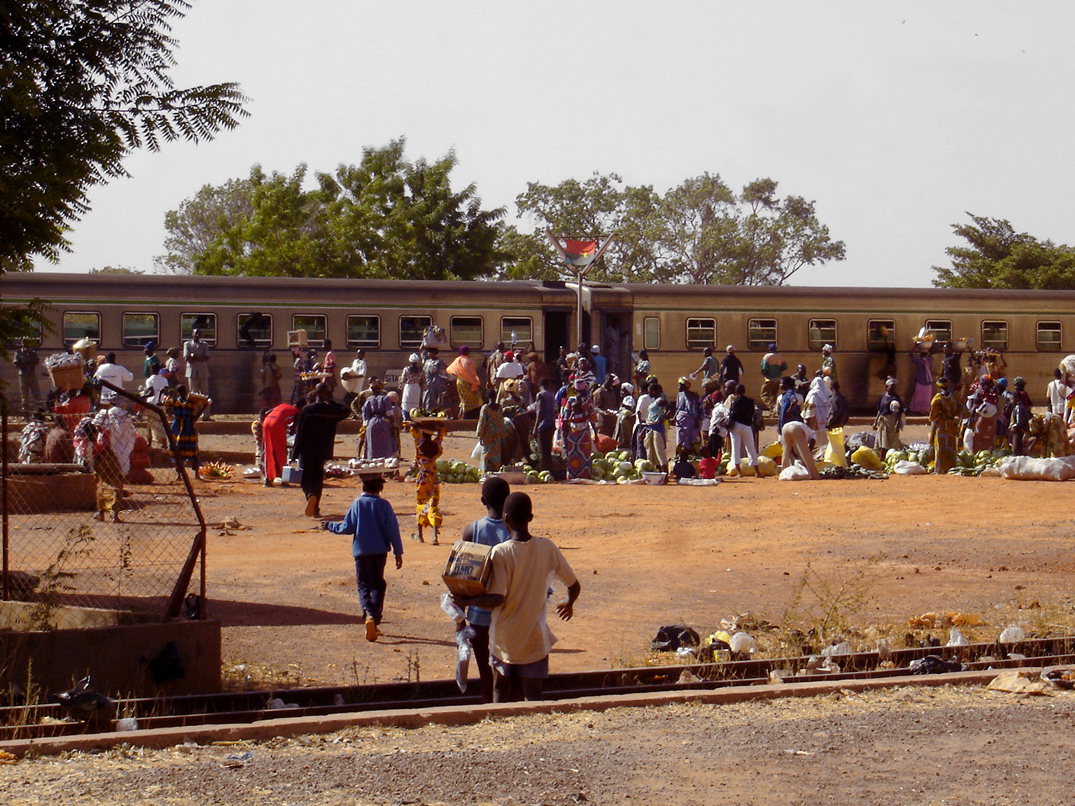
Stacja kolejowa w Koudougou

- Dreux, Francja
- Melsungen, Niemcy
- Evesham, Anglia
- Todi, Włochy